# تی-آی۶ای‌ال-۷ان‌بی
تی‌آی۶ای‌ال۷ان‌بی (به انگلیسی: Ti-6Al-7Nb) یک آلیاژ آلفا-بتای تیتانیوم است که برای اولین بار در اواخر دهه‌ی ۸۰ میلادی معرفی شد. این آلیاژ حاوی ۶٪ آلومینیوم و ۷٪ نیوبیم می‌باشد و خواصی شبیه به آلیاژ بسیار معروف Ti-6Al-4V دارد، با این حال به دلیل جایگزینی وانادیم با عنصر بی‌خطر نیوبیم، مقاومت در برابر خوردگی و سازگاری زیستی Ti-6Al-7Nb نسبت به آلیاژ Ti-6Al-4V بیشتر است. از Ti-6Al-7Nb به عنوان ماده‌ی اصلی برای ساخت پروتزهای لگن استفاده شده و امروزه اکثر کاربردهای آن مربوط به ساخت ایمپلنت های پزشکی می‌باشند. Ti-6Al-7Nb یکی از آلیاژهای تیتانیوم است که از فاز α هگزاگونال (پایدار شده با آلومینیوم) و فاز β معمولی BBC (پایدار شده با نیوبیم) ساخته شده است.

### خواص فیزیکی و شیمیایی
اگرچه خواص فیزیکی آلیاژها بیشتر به بافت و ریزساختار ماده، نوع عملیات حرارتی و فرایند تولید آن بستگی دارند، با این حال منابع مختلف مقادیر زیر را برای آلیاژ Ti-6Al-7Nb ارائه می‌دهند:
| ویژگی             | مقدار کمینه | مقدار بیشینه | واحد   |
| چگالی             | ۴٫۵۱        | ۴٫۵۳         | g/cm3  |
| سختی              | ۲۷۰۰        | ۲۹۰۰         | Mpa    |
| نقطه‌ی ذوب         | ۱۸۰۰        | ۱۸۶۰         | K      |
| گرمای ویژه        | ۵۴۰         | ۵۶۰          | J/kg*K |
| حد الاستیک        | ۸۹۵         | ۹۰۵          | MPa    |
| محتوای انرژی      | ۷۵۰         | ۱۲۵۰         | MJ/kg  |
| گرمای نهان همجوشی | ۳۶۰         | ۳۷۰          | kJ/kg  |

همان‌طور که از نام این آلیاژ پیداست، Ti-6Al-7Nb آلیاژی بر پایه‌ی تیتانیوم است که بین 5.5 تا 6.5 درصد وزنی آلومینیوم و بین 6.5 تا 7.5 درصد وزنی نیوبیم در ساختار خود دارد. با این حال عناصر دیگری مثل آهن، کربن، هیدروژن، تانتالیم، نیتروژن و اکسیژن مجموعا زیر یک درصد وزنی از ساختار آلیاژ Ti-6Al-7Nb را تشکیل می‌دهند. البته عناصر مذکور (به غیر از تانتالیم) معمولا به عنوان ناخالصی‌هایی که خارج کردنشان از ساختار آلیاژ بسیار سخت و پرهزینه می‌باشد، شناخته می‌شوند.

### تولید
قطعات Ti-6Al-7Nb معمولا با روش متالورژی پودر ساخته می‌شوند و رایج‌ترین روش‌های ساخت، "قالب‌گیری تزریقی فلز و "پرس ایزواستاتیک گرم" می‌باشند. پخت قطعات Ti-6Al-7Nb معمولا در محدوده دمایی 900 تا 1400 درجه‌ی سانتیگراد انجام می‌پذیرد، به صورتی که مهندسان با به کارگیری دماهای پخت مختلف می‌توانند خواص مکانیکی مورد نظر خود (مانند ریزساختار یا میزان تخلخل خاص) را از آلیاژ دریافت کنند. سپس قطعه‌ی حاصل شده از عملیات متالورژی پودر به منظور رسیدن به ریزساختار مطلوب و خواص نهایی مورد انتظار وارد چرخه‌ی عملیات حرارتی می‌شود. یکی از مهم‌ترین قسمت‌های عملیات حرارتی آلیاژهای آلفا بتای تیتانیومی، نرخ سرد کردن قطعه در مرحله‌ی پایانی است. نرخ سرد کردن مستقیما بر روی ریزساختار نهایی ماده تاثیر می‌گذارد. مثلا در آلیاژ Ti-6Al-7Nb، اگر قطعه پس از عملیات حرارتی به جای هوا در کوره خنک شود، علاوه بر افزایش ضخامت و طول لایه‌های آلفا-بتا، تعداد دانه‌های آلفا کاهش یافته و اندازه‌ی هر دانه بزرگتر می‌شود. اندازه‌ی دانه‌ها تاثیر مستقیمی بر روی خواص مکانیکی، استحکام و عمر خستگی قطعه خواهند داشت. در مورد Ti-6Al-7Nb، معمولا عملیات حرارتی به نحوی انتخاب می‌شود که خواص شکل‌پذیری قطعه‌ی نهایی بسیار مطلوب باشد.

### کاربردها

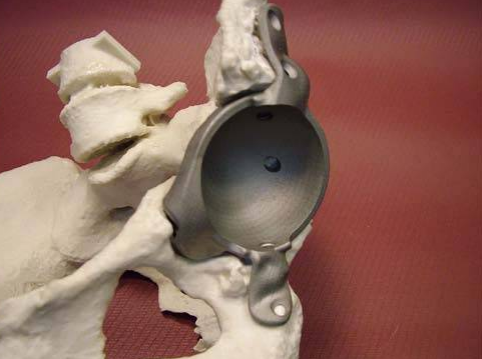
مدل لگن سه‌بعدی، ساخته شده با پرینت 3بعدی از آلیاژ Ti6Al7Nb

با پیشرفت تکنولوژی، هر روزه تقاضا برای مواد فلزی با خواص مطلوب در دستگاه‌های پزشکی و دندانپزشکی به‌طور مداوم افزایش می یابد. در زمینه‌ی پزشکی، علاوه بر تاکید بر روی خواص مکانیکی و استحکام مناسب، خوردگی ایمپلنت‌های فلزی نیز بسیار مهم تلقی می‌شود، زیرا این موضوع می‌تواند بر زیست سازگاری و یکپارچگی مکانیکی ایمپلنت تأثیر منفی بگذارد. غلظت زیاد کاتیون‌های فلزی حاصل از پروتز می‌تواند منجر به ایجاد واکنش‌های نامطلوب بیولوژیکی شده و این امر ممکن است منجر به شکست مکانیکی ایمپلنت در درون بدن انسان شود. در سال‌های اخیر، آلیاژهای زیست‌سازگار با تأکید زیادی بر رفتار خوردگی، خواص سطحی و زیست‌سازگاری در ایمپلنت‌ها مورد مطالعه قرار گرفته‌اند. در این بین، تیتانیوم و آلیاژهای آن به دلیل مقاومت مکانیکی و خوردگی بسیار خوب و زیست‌سازگاری عالی، از دیرباز به عنوان مواد کاشت (ایمپلنت) مورد استفاده قرار گرفته‌اند. در ابتدا، بیشترین استفاده در کاربردهای زیستی مربوط به تیتانیوم خالص تجاری (CP-Ti) بود. با این حال این آلیاژ دارای معایبی از جمله استحکام کم، مشکل در پرداخت سطح و مقاومت ضعیف در برابر سایش است که همین موضوع استفاده از تیتانیوم خالص را برای کاربردهای تحت تنش مثل پروتزهای فک انسان محدود می‌کند. بدین ترتیب محققان روی به استفاده از آلیاژ معروف Ti-6Al-4V به عنوان جایگزینی برای تیتانیوم خالص آوردند. Ti-6Al-4V پراستفاده‌ترین آلیاژ تیتانیوم است که به صورت گسترده از آن در صنعت هوافضا استفاده می‌شود. این آلیاژ با ساختار (α+β) اولین آلیاژ تیتانیوم بود که به عنوان ماده ایمپلنت در استانداردهای ASTM ثبت شد.

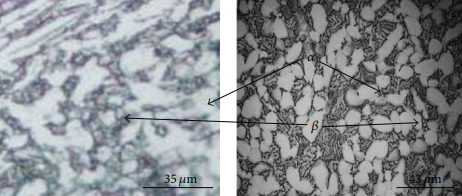
تصویر میکروسکوپی ریزساختار Ti6Al7Nb (سمت چپ) در مقایسه با Ti6Al4V (سمت راست)

با این حال اگرچه در گذشته از آلیاژ Ti-6Al-4V به‌طور گسترده در پزشکی نیز استفاده شده‌است، اما خواص این آلیاژ باید با خواص استخوان و سایر شرایط بیومکانیکی تطبیق داده شود. ضمن اینکه بر اساس مشاهدات بالینی، اخیرا تعامل نامطلوب عناصر آلومینیوم و وانادیم با بدن انسان کشف شده است. وانادیم باعث واکنش‌های سیتوتوکسیک و در نتیجه اختلالات نوروژنیک می‌شود، در حالی که آلومینیوم بر نرم شدن استخوان‌ها تأثیر می‌گذارد، به سلول‌های عصبی آسیب رسانده و ممکن است باعث بیماری‌های مغزی و عروقی شود. از این رو، فردی به نام سملیچ با تیم تحقیقاتی خود آلیاژهای تیتانیومی دارای عناصری به جز وانادیم را به تفصیل مورد مطالعه قرار دادند، که در نتیجه‌ی کار آنها وانادیوم از آلیاژ حذف شد و با نیوبیم و تانتالیوم جایگزین گردید. سملیچ متوجه شد که آلیاژ به دست آمده، علاوه بر داشتن خواص خوردگی بهتر نسبت به Ti-6Al-4V، خواص مکانیکی مطلوبتری را برای استفاده در ایمپلنت‌های پزشکی از خود نشان می‌دهد. اگرچه استحکام کششی Ti-6Al-7Nb کمی پایین‌تر از Ti-6Al-4V است، اما در تست کشش این آلیاژ حدود 40 درصد تغییر شکل بیشتری را از خود نشان می‌دهد. علاوه بر این، Ti-6Al-7Nb در مجاورت محیط‌های اسیدی مقدار یون تیتانیوم کمتری را در مقایسه با Ti-6Al-4V آزاد می‌نماید.
تفاوت اصلی آلیاژ Ti-6Al-7Nb با Ti-6Al-4V حذف وانادیوم و جایگزینی آن با نیوبیم می‌باشد. این عنصر و اکسیدهای آن از جمله Nb2O3 از گروه ترکیبات بی‌اثر نسبت به جسم انسان هستند. علاوه بر این، به دلیل واکنش پذیری بیشتر، ترکیبات Nb با O2 راحت تر از ترکیبات Al با O2 تشکیل می شوند. اکسیدهای Nb در طی فرایند غیرفعال سازی، ساختار فشرده‌ای از لایه سطحی را تشکیل می‌دهند که در برابر خوردگی در محیط بافت‌ها و مایعات بدن مقاوم‌تر است و در نتیجه عوارض پس از کاشت را کاهش می‌دهد. اما علیرغم مقاومت به خوردگی بالا، Ti-6Al-7Nb در مقابل سایش ضعیفتر از Ti-6Al-4V می‌باشد، بنابراین آلیاژهای Ti-6Al-7Nb برای استفاده در بدن انسان نیاز به طی مراحل آماده‌سازی سطحی مختلفی دارند. به‌طور کلی، امروزه از Ti-6Al-7Nb به‌طور گسترده‌ای در علم پزشکی و جایگزینی اعضای بدن با ایمپلنت‌های مصنوعی مانند: بافت سخت استخوان شکسته شده، مفاصل مصنوعی ران، مفاصل مصنوعی زانو، صفحات استخوانی، پیچ‌های تثبیت شکستگی، پروتزهای دریچه قلب، ضربان سازها، قلب مصنوعی، ایمپلنت دندان، وسایل و کاربردهای دندانپزشکی و مواد هواپیما استفاده می‌شود.